# Revoltas liberais de 1842

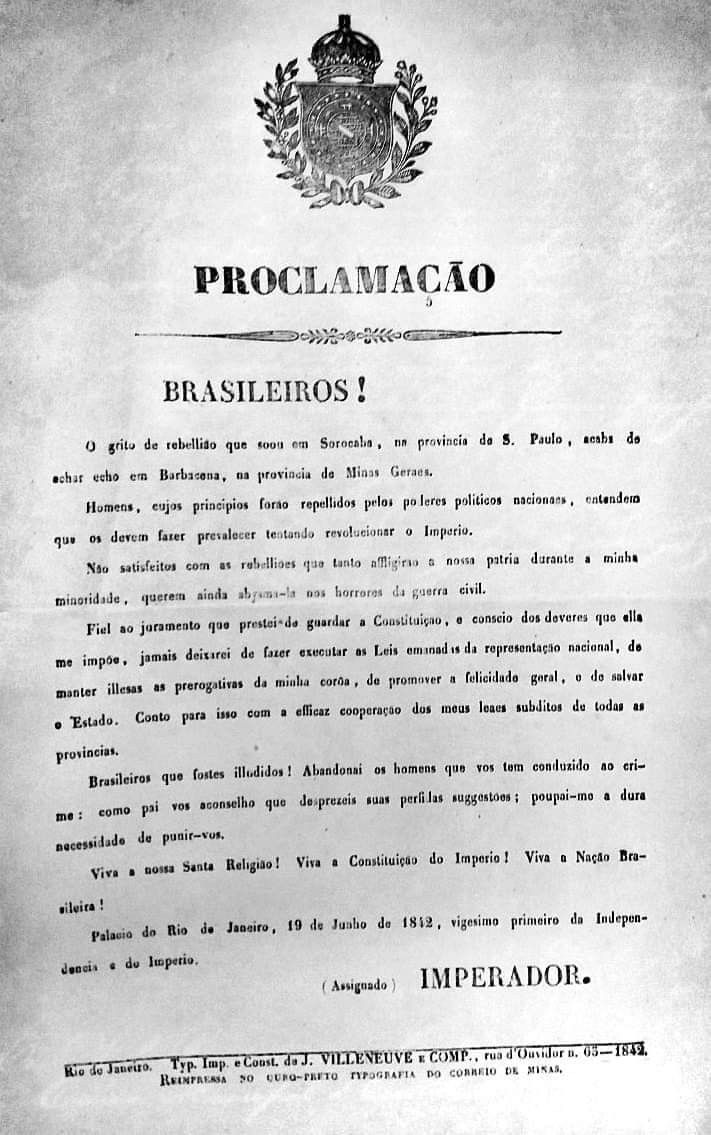
Proclamação de D. Pedro II visando acalmar os ânimos dos políticos de ambas as denominações partidárias.

Revoltas liberais de 1842 foram movimentos sediciosos e emancipacionistas que agitaram o Império do Brasil, promovidos e organizados pelo Partido Liberal, que contestava a elevação do Partido Conservador ao poder. A queda do Gabinete Liberal e a ascensão do Gabinete Conservador (e suas consequentes reformas) são os principais fatores que provocaram a rebelião de 1842, em São Paulo e Minas Gerais. A revolta dos Liberais pretendia abalar a posição dos Conservadores, agora no poder, quando estes Liberais se viram afastados do comando político do país.[carece de fontes?]
O levante teve início sob a liderança do Padre Feijó, em Sorocaba, e de Teófilo Benedito Ottoni, na cidade mineira de Barbacena. Os revoltosos nomearam seus próprios presidentes para as províncias de São Paulo e Minas Gerais.[carece de fontes?]
Para combater os rebeldes, o governo imperial nomeou Luís Alves de Lima e Silva, então Barão de Caxias, que conseguiu reprimir a revolta. Mais tarde, em 1844, com a nomeação de outro Ministério Liberal, os líderes do movimento foram anistiados.

## Causas
Não estavam ainda inteiramente resolvidas as agitações nas Províncias do Maranhão (Balaiada) e Rio Grande do Sul (Guerra dos Farrapos) quando, em 1840, o jovem imperador Pedro II assumiu o trono.[carece de fontes?]
O Ministério, dominado pelos Conservadores desde 23 de março de 1841, adotou medidas centralizadoras que provocaram nos liberais intensa agitação. Mas, tendo levado a cabo a etapa difícil do "regresso", com a ultimação das leis de 9 de novembro e de 3 de dezembro de 1841, o Governo não pretendia perder o jogo pois tinha os melhores trunfos na mão. Havia porém agitação, pois em maio de 1842 tomaria posse uma Câmara liberal. Para votar as leis ainda em 1841, por três vezes o Governo prorrogara as Câmaras e paralisara as comunicações por mar, «sustando a saída dos vapores do Norte» para reter na corte os deputados. Para desmontar a máquina política dos liberais em São Paulo, afastara seu chefe, demitindo Tobias de Aguiar e, depois do curto período de Melo Alvim, nomeara José da Costa Carvalho, já barão de Monte Alegre, rico fazendeiro identificado com os regressistas.[carece de fontes?]
As leis de 9 de novembro e de 3 de dezembro de 1841 vinham remediar os males contra os quais Diogo Antônio Feijó tanto protestara em todo o período regencial. Leis que repugnavam a um liberalismo mais exaltado, mas que visavam à ordem, ao governo armado de meios para repelir a anarquia, à autoridade respeitada.[carece de fontes?]
A lei nº 234, que exacerbou o partido liberal, recriava o Conselho de Estado, integrava o programa do "retrocesso". Tratava-se do terceiro conselho de Estado: o primeiro fora criado em 13 de novembro de 1822: fora o Conselho dos Procuradores Gerais das Províncias; o segundo, em 1823, com dez membros encarregados da Constituição. Este terceiro, extinto em 1889, completaria a obra de consolidação da monarquia, no espírito conservador.[carece de fontes?] Dizia assim:
"D. Pedro, por graças de Deus e unânime aclamação dos povos, Imperador constitucional e defensor perpétuo do Brasil, fazemos saber a todos os nossos súditos que a assembleia geral legislativa decretou, e nós queremos, a lei seguinte:
Artigo 1°: Haverá um  Conselho de Estado composto de 12 membros ordinários, além dos ministros de Estado que,  ainda não o sendo, terão assento nele. O Conselho de Estado  exercerá suas funções, reunidos os seus membros ou em seções. Ao conselho reunido presidirá o Imperador; às seções, os ministros de Estado a que pertencerem os objetos das consultas.
Artigo 2°: O conselho de Estado será vitalicio; o Imperador, porém, o poderá dispensar de suas funções por tempo indefinido."
Artigo 3°: Haverá até 12 conselheiros de Estado extraordinários e tanto estes como os ordinários serão nomeados pelo Imperador (etc.) Cândido José de Araújo Viana."
A lei 261 de dezembro de 1841, de reforma do Código do Processo Criminal, era reacionária, amputadora dos avanços liberais do Código Penal de 1830 (monumento de reforma e modernização do poder judicial e da sociedade brasileira) e exacerbou o partido liberal. Era, porém, o complemento obrigatório da lei de 12 de maio de 1840. Embora apresentado por Bernardo Pereira de Vasconcelos, o projeto trazia a inspiração das instruções dirigidas por Aureliano Coutinho à Comissão que nomeara em 1833, para estudar as modificações a serem introduzidas no Código. Paulino Soares de Souza, que integrou a comissão, deve ter levado para seu partido o resultado de seus estudos. Foi levado ao Legislativo em 1839 - tardia apresentação, que se explica por considerações de ordem tática: ela revelava em toda a sua extensão o alcance da "interpretação" e tornaria maiores as dificuldades para a aprovação desta.[carece de fontes?]
O artigo Primeiro criava, no município da corte e em cada uma das províncias, um chefe de polícia (de nomeação do Imperador) com delegados e subdelegados necessários (nomeados pelos presidentes das províncias), entre desembargadores e juízes de direito. A reforma despojou o juiz de paz da maior parte de suas funções, reduzindo-o a atribuições notariais. Suas funções policiais mais importantes foram transferidas para os chefes de polícia e para os delegados que eram seus agentes locais.[carece de fontes?]
As atribuições judiciais e criminais do juiz de paz passaram para juízes municipais: as do júri foram reduzidas, o tribunal popular ficou praticamente sob a tutela do juiz de direito. Os juízes municipais e promotores passaram a ser de nomeação direta do governo central. A reforma anulou o princípio eletivo no sistema judicial, subordinando-o inteiramente à magistratura togada. Ligavam-se estas leis, desde a de interpretação em maio de 1840 à de dezembro de 1841, ao complexo de fortalecimento da autoridade e defesa da união das várias partes do Império, que os conservadores viam ameaçadas pelas rebeliões: no seu entender, pelo liberalismo de leis que tudo concediam ao cidadão, sem armar o Governo para a defesa conveniente. Em toda a década da Regência, os moderados imprimiram rumo aos acontecimentos: da Abdicação ao Ato Adicional assistimos a sua vitória, em hábeis combinações com as correntes extremadas, para garantir a sobrevivência da Ordem. Em Minas, por exemplo, a revolta de 1842 será o último eco de inquietação: apaziguada, a Província cairá na tranquilidade.[carece de fontes?]
Surgiram boatos, sobretudo no Rio, de que o governo proporia ao imperador dissolver a câmara antes mesmo da sessão de abertura para se ver livre dela e provocar a irrupção do movimento armado de que muito se falava.[carece de fontes?]
A 27 de abril começaram as sessões preparatórias da Câmara e três dias mais tarde foram reconhecidos os diplomados. O Gabinete dirigiu ao imperador uma longa exposição em que historiava fraudes de toda ordem nas eleições e pedia, nos termos do artigo 101, parágrafo 5º da Constituição, dissolver a Câmara. D. Pedro II assinou o decreto a 1 de maio de 1842. "Para que entregaram o poder a uma criança?» lamentaria 25 anos mais tarde, pois arvorava-se o Poder Moderador em órgão verificador e juiz da validade do pleito. Os ministros ´regressistas´, para Octávio Tarquínio de Sousa, «não faziam senão replicar aos desmandos do ministério liberal da Maioridade, já porque perseveraram na execução de um programa longamente amadurecido de fortalecimento do poder público, de resguardo da autoridade do governo".[carece de fontes?]
Na cidade paulista de Sorocaba o brigadeiro Rafael Tobias de Aguiar (1795-1857), que havia presidido a província em duas ocasiões (1831-1835 e 1840-1841) e era altamente popular, iniciou na manhã de 17 de maio de 1842 o movimento revolucionário que rapidamente se espalhou para outras cidades da Província e de Minas Gerais.[carece de fontes?]

## A Revolta em São Paulo

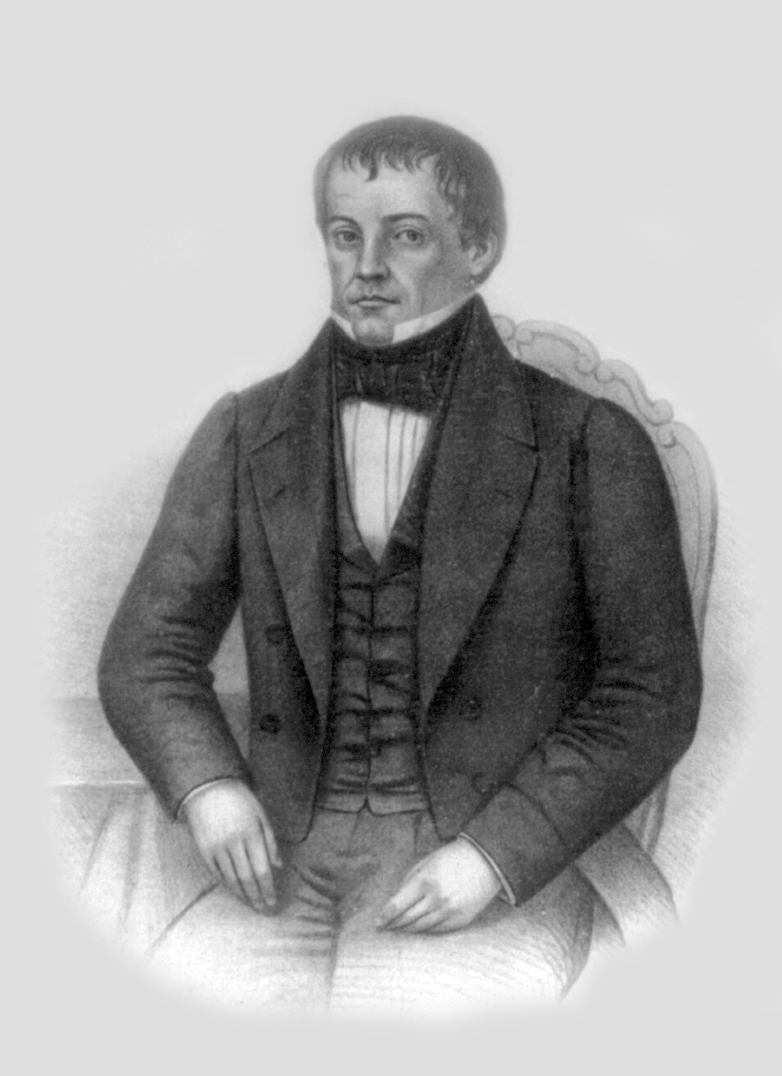
Diogo Antônio Feijó (1784-1843), um sacerdote católico e estadista brasileiro

Diz Octávio Tarquínio de Sousa: "Tocaram a rebate os sinos das igrejas, reuniu-se a Câmara Municipal sob a presidência do tenente-coronel José Joaquim de Lacerda e, depois de discursos e proclamações, foi Rafael Tobias de Aguiar aclamado presidente interino da província." Começava a revolução a qual não faltaria lances épicos, como a regularização pelo casamento dos amores velhos e notórios de Tobias de Aguiar com a marquesa de Santos, amante de D. Pedro I, de quem ele já tinha seis filhos. Tobias de Aguiar prestou juramento de "defender o imperador e a Constituição até a última gota de seu sangue", nomeou comandantes militares, despachou emissários, suspendeu a "lei das reformas" e declarou nulos os atos praticados em virtude dela.[carece de fontes?]
Sob seu comando militar, foi constituída a chamada Coluna Libertadora, com uns 1.500 homens, para marchar até a capital paulista onde iriam depor o Presidente da Província barão de Monte Alegre. Sorocaba foi declarada a capital provisória da província, e recebeu a adesão de diversas vilas do interior como Itu, Faxina (Itapeva), Porto Feliz, Itapetininga e Capivari. O senador e padre Diogo Antônio Feijó recebeu a notícia em Campinas e partiu para Sorocaba, «em decisão de simpática leviandade de um rapaz de 20 anos», informando os sorocabanos de sua decisão por uma Proclamação datada de 27 de maio. Hospedou-se na casa de Rafael Tobias, na companhia da gentil marquesa. Trouxera um prelo, e começaram a escrever um jornal revolucionário, «O Paulista». A curta duração da revolta só permitiria quatro números: apenas até 16 de junho saiu o jornal de tom forte, firme, escorando-se num antigo anseio paulista: o separatismo.[carece de fontes?]
Mas Monte Alegre já tinha a atenção e presteza do ministro da Guerra, José Clemente Pereira. Desde o primeiro sinal, e graças a seu sucesso na pacificação dos maranhenses, o Barão de Caxias, brigadeiro Luís Alves de Lima e Silva, fora encarregado de partir para São Paulo e dar combate aos paulistas. Pela segunda vez, na história do Brasil, as Polícias Militares da Corte e da Província do Rio de Janeiro marcham juntas para o combate sob as ordens de Luís Alves de Lima e Silva. As tropas imperiais partem do Rio de Janeiro, a bordo de um vapor, desembarcando em Santos no dia seguinte, 21 de maio. Logo em seguida chega a São Paulo onde ocorre encarniçada batalha.[carece de fontes?]
As escaramuças se deram nos arredores de Campinas, no sítio dos Amarais. A tropa de soldados imperiais e de voluntários da região era capitaneada pelo tenente-coronel José Vicente de Amorim Bezerra. Comandava os paulistas o capitão ituano Boaventura Soares do Amaral Camargo (Boaventura do Amaral), veterano das guerras cisplatinas, que, ferido no Combate da Venda Grande, foi assassinado na mesma noite; houve ao menos dezessete outras mortes na força liberal.
O comandante Rafael Tobias de Aguiar tentou furar o cerco com o objetivo de reorganizar-se no Rio Grande do Sul para empreender uma marcha à capital paulista porém foi traído e levado preso ao Rio de Janeiro.
Caxias chegou Sorocaba em 20 de junho, e ali prendeu o Padre Feijó que assumira o exercício da "presidência" da província. Oito dias depois Caxias parte da cidade e inicia seu retorno ao Rio no dia 8 de julho, passando por Taubaté em 13 de julho.[carece de fontes?]
Feijó ainda mandou uma carta a Caxias, em 14 de julho de 1842, em que dizia: "Ilmo. e Exmo. Sr. Barão de Caxias. Quem diria que em qualquer tempo o Sr. Luís Alves de Lima seria obrigado a combater o padre Feijó? Tais são as coisas do mundo... Em verdade, o vilipêndio que tem o governo feito aos Paulistas e as leis anticonstitucionais de nossa Assembleia me obrigaram a parecer sedicioso. Eu estaria em campo com a minha espingarda se não estivesse moribundo." Continuava oferecendo condições para a capitulação que incluíam cessação de hostilidades, retirada da província do barão de Monte Alegre, que a lei das reformas ficasse suspensa, que houvesse anistia geral etc.[carece de fontes?]
Caxias lhe respondeu na mesma data: "(...) Direi: Quando pensaria eu em algum tempo que teria que usar da força para chamar à ordem o Sr. Diogo Antônio Feijó? Tais as coisas do mundo! As ordens que recebi de S. M. o Imperador são em tudo semelhantes às que me deu o Ministro da Justiça em nome da Regência, nos dias 3 e 17 de abril de 1832, isto é, que levasse a ferro e fogo todos os grupos armados que encontrasse, e da mesma maneira que então as cumpri, as cumprirei agora. Não é com as armas na mão, Exmo. Sr., que se dirigem súplicas ao Monarca, nem com elas empunhadas admitirei a menor das condições que V. Exa. propõe na referida carta. (...)"[carece de fontes?]

## A Revolta em Minas Gerais
Na Província de Minas Gerais, a revolta irrompeu a 10 de junho de 1842 em Barbacena, escolhida como sede do governo revolucionário. Foi aclamado como presidente interino da Província José Feliciano Pinto Coelho da Cunha (depois barão de Cocais). Em 4 de julho, em Queluz, as forças legais foram batidas pelos revoltosos comandados pelo Coronel Antônio Nunes Galvão. Os revoltosos receberam novas adesões notadamente de Santa Luzia, Santa Quitéria, Santa Bárbara, Itabira, Caeté e Sabará. A notícia da derrota dos revoltosos paulistas colocou os mineiros em desacordo sobre atacar Ouro Preto.[carece de fontes?]
Um fato importante que marcou a história da cidade de Santa Luzia, Minas Gerais, foi a Revolução Liberal de 1842. O casarão, que abriga hoje a Casa da Cultura, antigo Solar Teixeira da Costa, foi o quartel-general dos revolucionários e ainda guarda as marcas de balas em suas janelas. A batalha final foi travada no Muro de Pedras, entre as tropas do revolucionário Teófilo Ottoni e do governista Duque de Caxias.[carece de fontes?]
Caxias, nomeado comandante do exército pacificador, emprega a mesma estratégia utilizada em São Paulo, tomar a capital o mais rápido possível, o que ocorre em 6 de agosto de 1842.[carece de fontes?]
Os revoltosos saem vencedores em Lagoa Santa, sob a liderança de Teófilo Ottoni. Entretanto, Caxias reúne suas forças e resolve atacar Santa Luzia, dividindo seu exército em três colunas, uma comandada por seu irmão José Joaquim de Lima e Silva Sobrinho, outra por ele mesmo e a terceira pelo tenente-coronel Ataídes. Entretanto, devido ao desconhecimento do terreno, Caxias é atacado pelos revoltosos, consegue resistir, e com a chegada da coluna de seu irmão, consegue batê-los em 20 de agosto. Com isso acaba a revolta na província.[carece de fontes?]
Os vencidos, entre os quais se encontravam Teófilo Ottoni, Marcelino José Ferreira Armond e Camilo Maria Ferreira Armond, foram enviados para a prisão em Ouro Preto e Barbacena.[carece de fontes?]
Os liberais mineiros ficaram conhecidos como "luzias" em razão da batalha de Santa Luzia.[carece de fontes?]

## Anistia
Apesar dos conflitos armados, o Imperador concedeu, em 1844, anistia aos envolvidos. Um ministério liberal foi constituído, neste ano.[carece de fontes?]
Sobre esta postura do Imperador, assinala o historiador João Ribeiro (in: História do Brasil, S. Paulo, 1935):
"O Imperador, em regra, concedia anistia ampla aos rebeldes, julgando que "as guerras civis e revoltas não passavam de equivocações sanáveis com o tempo e com a generosidade do governo""[carece de fontes?]

## Caxias e Feijó

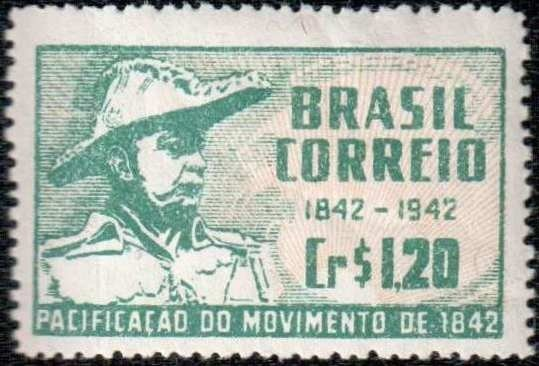
Selo postal de 1942 sobre o centenário de pacificação da revolta política.

Vilhena de Morais, em sua obra "Caxias em São Paulo", traz o seguinte registro:
"Ao rebentar a revolução de 1842, Feijó, que estava em Campinas, veio para Sorocaba, aderindo ao movimento e aí redigiu o Paulista, jornal dos revolucionários. Quando Caxias entrou na cidade, encontrou o grande ex-regente do império gravemente enfermo, quase paralítico. Pouco depois o governo obrigava Feijó a seguir para Vitória (Espírito Santo), donde ainda veio ao Senado, para defender-se.[carece de fontes?]
Vejamos, porém, o que ocorreu antes. Quando marchava com sua coluna, rumo a Sorocaba, o então barão de Caxias recebeu de Feijó uma carta, em que se referia ao "vilipêndio que tem feito o governo aos paulistas e às leis anticonstitucionais da Assembleia", e lhe lembrava condições para "acomodação honrosa"; "estaria em campo com minha espingarda, se não estivesse moribundo: mas faço o que posso", escreveu; e propunha que fosse dada anistia a todos sem exceção, "embora seja eu só o excetuado e se descarregue sobre mim todo o castigo". A carta do enérgico ex-regente se iniciava com estas palavras: "Quem diria que, em qualquer tempo, o Sr. Luís Alves de Lima seria obrigado a combater o padre Feijó? Tais são as coisas deste mundo..."[carece de fontes?]
Caxias respondeu logo, escrevendo: "Quando pensaria eu, em algum tempo, que teria de usar da força para chamar à ordem o Sr. Diogo Antônio Feijó? Tais as coisas do mundo: as ordens que recebi de S. M. o Imperador são em tudo semelhantes às que me deu o Ministro da Justiça em nome da Regência, nos dias 3 e 7 de abril de 1832, isto é, que levasse a ferro e fogo todos os grupos armados que encontrasse, e da mesma maneira que então as cumpri, as cumprirei agora".[carece de fontes?]
Entrando em Sorocaba, Caxias conservou Feijó em sua própria casa, sob a custódia dum oficial, o 1º tenente Tristão Pio dos Santos. Mais tarde o presidente Barão de Monte Alegre mandou que Feijó seguisse para São Paulo; e Caxias, para por "a salvo de qualquer insulto que ousassem fazer-lhe", incumbiu de acompanhá-lo o mais graduado oficial de seu exército, o coronel José Leite Pacheco. Outras versões existem sobre o encontro entre Caxias e Feijó, dando-lhe uma feição dramática, que não se confirma."[carece de fontes?]